# Natxo González
José Ignacio González Sáenz, meglio noto come Natxo González (Vitoria, 29 luglio 1966), è un allenatore di calcio spagnolo, tecnico del Sant Andreu.

## Palmarès

### Allenatore

#### Competizioni nazionali
- Tercera División: 1

Reus: 2006-2007 (Gruppo 5)
- Segunda División B: 1

Sant Andreu: 2009-2010 (Gruppo 3)